# Maradi II
Maradi II ist eines der drei Arrondissements der Stadt Maradi in Niger.
Das Arrondissement liegt in der Mitte des Stadtgebiets zwischen Maradi I im Norden und Maradi III im Süden. Maradi II ist in vier Stadtviertel gegliedert: Bagalam, Mokoyo, Sabon Gari und Zaria II.
Die Verwaltungseinheit Maradi II wurde 2002 als Stadtgemeinde (commune urbaine) gegründet, als die Stadt Maradi in einen Gemeindeverbund (communauté urbaine) aus drei Stadtgemeinden umgewandelt wurde. Im Jahr 2010 gingen aus den Stadtgemeinden Maradis die drei Arrondissements hervor.
Bei der Volkszählung 2012 hatte Maradi II 66.728 Einwohner, die in 9167 Haushalten lebten. Bei der Volkszählung 2001 betrug die Einwohnerzahl 46.318 in 7374 Haushalten.
Der Bezirksrat (conseil d’arrondissement) hat 13 Mitglieder. Mit den Kommunalwahlen 2020 sind die Sitze im Bezirksrat wie folgt verteilt: 4 MODEN-FA Lumana Africa, 3 CPR-Inganci, 2 MNSD-Nassara, 2 PNDS-Tarayya, 1 MPN-Kiishin Kassa und 1 RPD-Bazara.